# 今田束

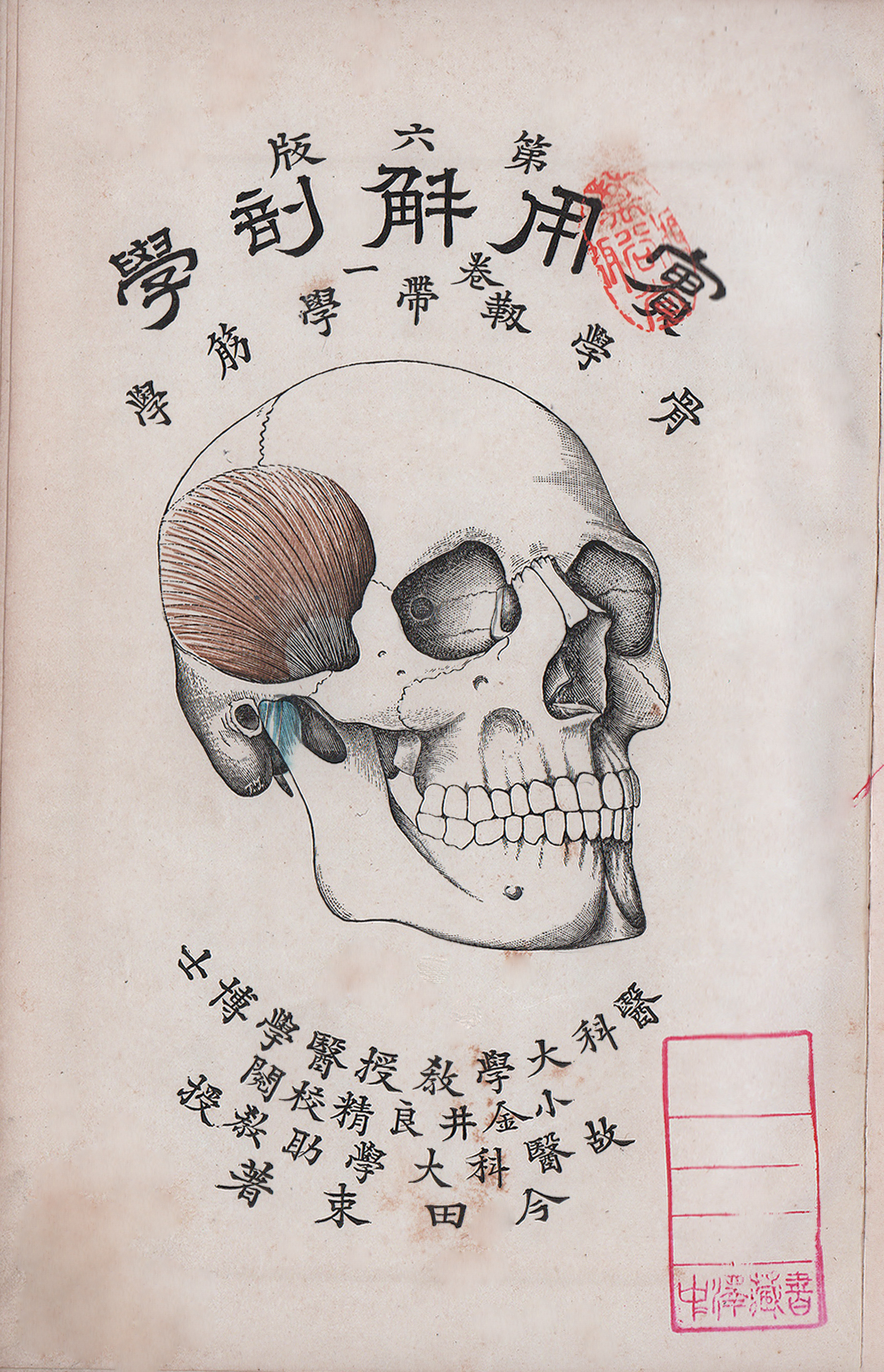
『実用解剖学』1894年（第6版）

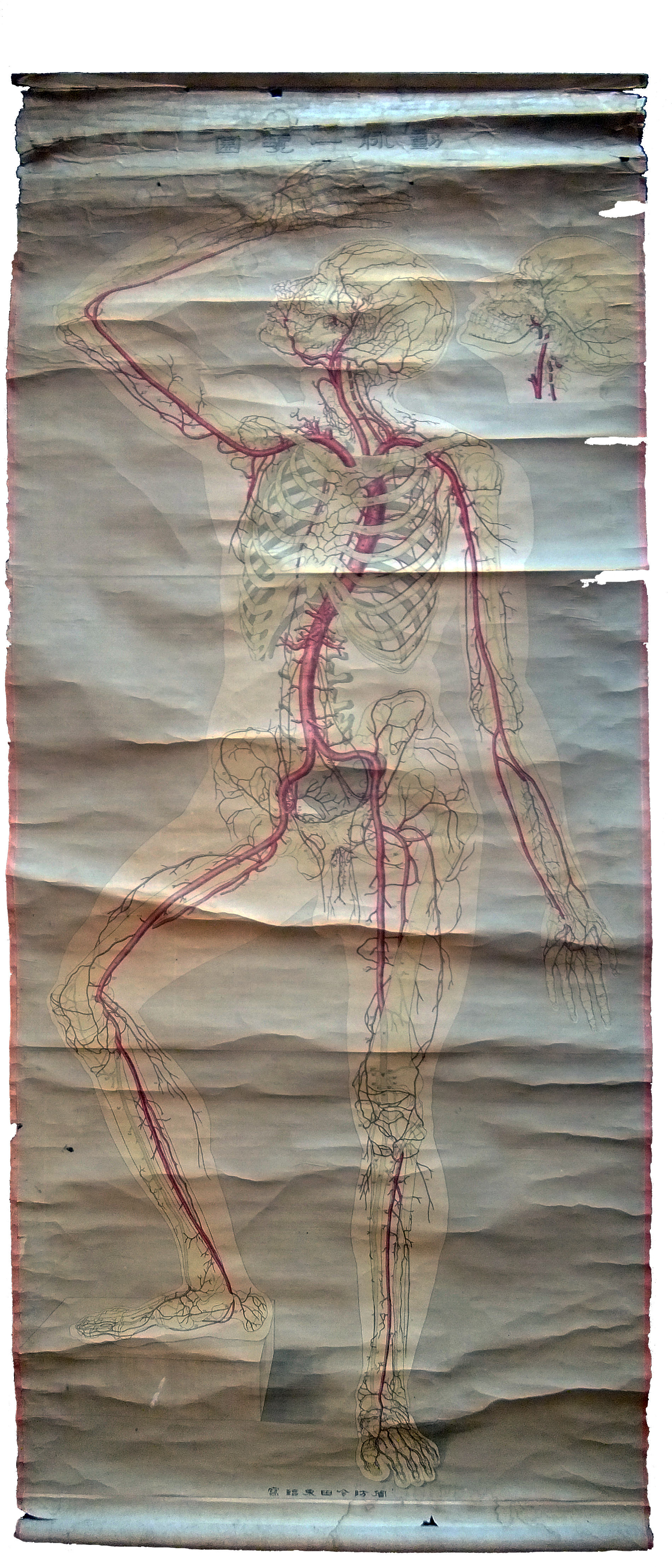
ロベルト・フロリープ [著] ; 今田束 [訳]『動脈一覧図』1878年刊

金弼淳による『実用解剖学』のハングル訳：『해부학』　（解剖学）、」1909年版

今田 束（いまだ つかぬ、嘉永3年9月10日（1850年10月15日） - 明治22年（1889年）11月22日）は、明治期の解剖学者、医師。日本の解剖学の草分け。従七位。「解剖学のパイオニア」とも称される。

## 経歴
周防国岩国藩士・佐藤逸（佐伯逸蔵とも）の三男として玖珂郡錦見村（現・山口県岩国市）で生まれ、今田家の養嗣子となる。8歳の時に玉乃世履に師事して漢籍を学び、13歳の時から藩校の養老館で学ぶ。維新時に京都守護兵として鳥羽・伏見の戦いに従軍。のち箕作秋坪に学び、次いで慶應義塾に入学し、洋学を学ぶ。医学を志し、明治5年（1872年）、第一大学区医学校に入学し兵籍を脱する。ドイツ人医師、ウィルヘルム・デーニッツ（Wilhelm Dönitz）につき解剖学を修める。明治12年（1879年）に東京大学医学部助教授、のち教授となり、解剖学に関する標本類を作製し実験に供した。また、解剖学人工体を作り欧米の博覧会に出品するなどしている。腸チフスを発症し、40歳で早世した。

## 著書
- 『実用解剖学』
- 『動脈一覧図及解』
- 『神経一覧図及解』
- 『心臓及内臓一覧図』